# Trzaskowice (Grande-Pologne)
Pour les articles homonymes, voir Trzaskowice.
Trzaskowice est une localité polonaise de la voïvodie de Grande-Pologne et du powiat de Chodzież.